# Ognjan
Ognjan  è un nome proprio di persona serbo, croato e bulgaro maschile; è scritto in serbo Огњан?, e in bulgaro Огнян?.

## Varianti
- Bulgaro
  - Femminili: Огняна (Ognjana)[2]
- Croato: Ognjen[1]
- Serbo: Огњен (Ognjen)[1]

### Varianti in altre lingue
- Macedone: Огнен (Ognen)[1]
  - Femminili: Огнена (Ognena)[2]

## Origine e diffusione
Riprende il termine bulgaro огнен (ognen), che significa "fiammante", "focoso", "impetuoso".

## Onomastico
Il nome è adespota, cioè non è portata da nessun santo, quindi l'onomastico ricade il 1º novembre, ricorrenza di Ognissanti.

## Persone

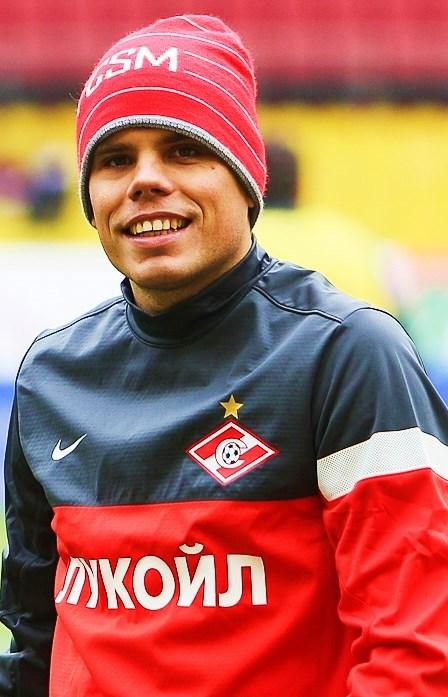
Ognjen Vukojević

- Ognjan Gerdžikov, politico e giurista bulgaro
- Ognjan Nikolov, lottatore bulgaro

### Variante Ognjen
- Ognjen Aškrabić, cestista serbo
- Ognjen Cvitan, scacchista croato
- Ognjen Koroman, calciatore serbo
- Ognjen Ožegović, calciatore serbo
- Ognjen Vukojević, calciatore e allenatore di calcio croato

### Variante femminile Ognjana
- Ognjana Petrova, canoista bulgara